# Matayba arborescens
Matayba arborescens är en kinesträdsväxtart som först beskrevs av Jean Baptiste Christophe Fusée Aublet, och fick sitt nu gällande namn av Ludwig Radlkofer. Matayba arborescens ingår i släktet Matayba och familjen kinesträdsväxter. Inga underarter finns listade i Catalogue of Life.